# Polyrhachis cleopatra
Polyrhachis cleopatra é uma espécie de formiga do gênero Polyrhachis, pertencente à subfamília Formicinae.